# 共立製薬
共立製薬株式会社（きょうりつせいやく）は、1955年に設立されたペット及び家畜向けの動物用医薬品を扱う医薬品企業である。動物用医薬品としては国内メーカー売上げトップである。

## 沿革
- 1955年 - 東京都千代田区で会社設立
- 1968年 - 茨城県稲敷郡茎崎村（現：つくば市）に中央研究所（現：先端技術開発センター）設立
- 1969年 - Wellcome Fundation (現Wellcome trust）との合弁で日本カルミック株式会社を設立
- 1970年 - ジョンソン・エンド・ジョンソンと業務提携
- 1979年 - 塩野義製薬と業務提携
- 1999年 - 日本獣医師会マイクロチップ登録事業に参画
- 2006年 - サントリーと業務提携
- 2012年 - 本社機能統合のため本社を現所在地に移転（旧所在地は本店として機能）
- 2017年 - 100%子会社、カルス・アニマルヘルス（イギリス）設立。日本カルミック、九段下に拠点を移動。つくば工場に新冷蔵棟を建設。田村製薬に株式を100%譲受。健康相談サービス「AI Dr.ホームズ」スタート
- 2018年 -  動物医療プラットフォーム「VRAINERS」スタート
- 2019年 -  金宇保霊生物薬品有限公司（中国）との合弁会社設立
- 2020年 - 株式会社クラウズと資本業務提携

## 関連人物
- 坂本三佳（女優。2010年より同社のイメージキャラクターを務める）
- 井原ひかり（プリンセス大阪2011ファイナリスト。2011年度の社外広報を務めた）
- 工藤綾乃（女優。第12回全日本国民的美少女コンテストグランプリ。同社のイメージキャラクター）